# Кукай
Ку́кай (яп. 空海, くうかい; 27 липня 774 — 22 квітня 835) — японський буддистський монах, засновник японської секти езотеричного буддизму Сінґон. Ім'я в миру: Сае́кі но Мао́. Посмертне ім'я: Кобо́ Да́йсі — «Великий наставник — проповідник Закону».

## Біографія
Кукай народився 774 року в поселенні Бьобу-ґа-ура повіту Тадо провінції Санукі. Він був третім сином у сім'ї повітового голови Саекі Такімі та його дружини з роду Ато. Новонародженого назвали Мао.
У 804 році за наказом імператора Камму, молодого монаха Кукая, разом із групою стажерів, було відрядженно на навчання до китайської імперії Тан. Завдяки широким знанням китайського класичного канону і буддистських текстів Кукай був прийнятий при дворі і прославився як видатний каліграф. Після повернення до Японії у 806 році він увійшов у довіру до імператора Саґа, а у 810 — був навіть призначений на пост настоятеля центрального храму країни Тодайдзі у Нара. Головною справою в житті Кукая стало будівництво монастиря Конґобудзі на горі Коя (суч. префектура Вакаяма). Монастир донині є одним із головних духовних центрів Японії, який вабить прочан і туристів. Також, Кукаєм були засновані перші в Японії громадські школи, до яких учнів приймали незалежно від їхнього соціального стану.
Кукай стажувався у Китаї разом із Сайтьо, засновником школи Тендай-сю. На початку їхнього знайомства у 804 року вони товаришували. Сайтьо багаторазово звертався до Кукая за допомогою, брав у нього тантричні тексти, а також отримував різні настанови і висвяти. Однак Кукай, посвятивши Сайтьо у початковий і середній рівень знання езотеричного буддизму, відмовився відкривати йому основні таїнства вчення, що перетворило би Сайтьо у повноцінного наставника тантричної школи. Буддистська історіографія називає причинами відмови непідготовленість Сайтьо, однак світські науковці стверджують, що той недобросовісно переманював учнів Кукая до власного монастиря Енрякудзі. Приводом до сварки у 812 році стала відмова Кукая позичити Сайтьо ряд священних текстів.
За життя Кукай мав надзвичайно великий авторитет у Японії. Перекази приписують йому заслуги у різноманітних областях — будівництво дамб, винайдення ліків, складання силабічної абетки кана та інше. Кукай був настільки величною постаттю для японців, що навіть правителі пізніших часів посилалися на його ім'я для виправдання своїх нововведень.
У віці 61 року Кукай відмовився від їжі та води і поринув у медитацію. 22 червня 835 року, перебуваючи у медитаційному стані, він помер. Відповідно до волі Кукая, його тіло було поміщено на східній вершині гори Коя. Сьогодні він похований у мавзолеї Внутрішнього павільйону Окуноін тієї ж гори. Кукай був визнаний бодхісаттвою.
За легендою, Кукай не помер, а увійшов до глибокого самадхі в очікуванні приходу будди-спасителя Майтреї.